# Acenokumarol
Acenokumarol – organiczny związek chemiczny, lek przeciwzakrzepowy będący pochodną kumaryny, antagonista witaminy K. Hamuje syntezę protrombiny w wątrobie. Stosowany w leczeniu i prewencji powikłań zakrzepowo-zatorowych w takich jednostkach chorobowych jak m.in. migotanie przedsionków oraz zakrzepica żył głębokich.